# APXS

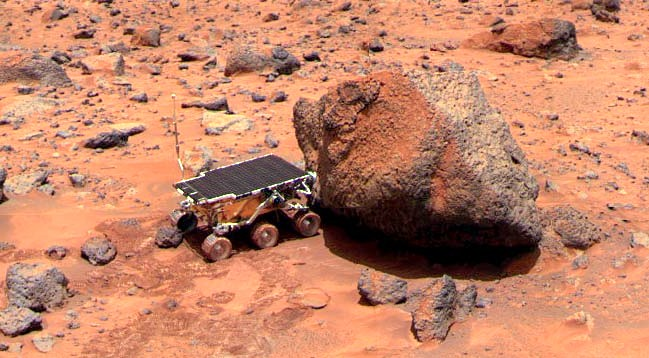
Камінь «Йогі», досліджуваний спектрометром APXS марсохода «Соджорнер» (1997).

Alpha particle X-ray spectrometer (APXS, с англ.  — «рентгенівський спектрометр альфа-частинок») — спектрометр, який використовується для визначення хімічного складу основних і другорядних елементів (за винятком водню) досліджуваного зразка. Зразок бомбардується α-частинками (4He2+) і рентгенівськими променями. Виявлення дифузії цих α-частинок і рентгенівської флуоресценції, що виникає внаслідок бомбардування, дозволяє дізнатися склад зразка. Цей метод аналізу елементного складу зразка найчастіше використовується в космічних місіях, де потрібна невелика вага, невеликий розмір і мінімальне енергоспоживання. Інші методи (наприклад, мас-спектрометрія) є швидшими і не потребують використання радіоактивних матеріалів, однак вимагають устаткування з більшими розмірами та енергоспоживанням. Варіантом APXS є альфа-протон рентгенівський спектрометр, що використовувався в місії Mars Pathfinder, який також реєструє протони. APXS, так само, як і APS (попередня версія без використання рентгенівського спектрометра), використовувалися в багатьох космічних місіях: Surveyor, Фобос, «Марс-96», Mars Pathfinder, Mars Exploration Rover, Mars Science Laboratory, Rosetta. Спектрометри APS/APXS будуть включені в кілька майбутніх місій, зокрема в місяцехід Чандраян-2.

## Фізичні основи
У APXS джерелом альфа-випромінювання зазвичай є кюрій-244 (період піврозпаду 18,1 року). Під час альфа-розпаду поза альфа-потоком генеруються рентгенівські промені, що ускладнює інтерпретацію записаних спектрів — інформація про характеристичне рентгенівське випромінювання зразка формується з урахуванням випромінювання α-джерела.
Через складний характер фізичних процесів визначення хімічного складу досліджуваного матеріалу (марсіанських порід або ґрунтів), потрібно одночасне використання різних типів детекторів. У місії Mars Pathfinder (1997) на марсоході «Соджорнер» встановлено APXS з детектором елементарних частинок. Тоді було виявлено, що в разі легких елементів на поверхні зразка (включно з вуглецем і киснем) найефективнішою характеристикою є альфа-випромінювання (енергія і числа, пов'язані з відповідним типом елемента і його концентрацією). Для елементів з атомними номерами в діапазоні 9—14 ефективною характеристикою є значення енергії, що вивільняється протонами, а для найважчих елементів (найменш поширених) — спектр рентгенівських променів, що випускаються.

## Альфа-протон рентгенівський спектрометр
Перші версії APXS, оснащені детектором альфа-частинок, протонів і рентгенівських променів, встановлено в 1950-х роках на американських спускних апаратах «Сервейер 5-7» (1967—1968); APXS був також на борту радянських космічних станцій Фобос (1988). Його використання також передбачалось у програмі невдалої місії «Марс-96». Під час місії Mars Pathfinder (1996—1997) марсохід «Соджорнер» мав у своєму складі APXS масою 600 г зі споживаною потужністю 300 мВт, підготовлений для вивчення концентрації елементів, якщо їх частка перевищує 1 % (включно з вуглецем, азотом і киснем). Пучок альфа-випромінювання від кюрію-244 (активністю 50 мКі) спрямувався на досліджувану поверхню діаметром 50 мм. Російські джерела випромінювання на основі кюрію-244 виробництва АТ «ДНЦ НДІАР» постачалися для комплектації альфа-протон-рентгенівських спектрометрів марсоходів «Соджорнер», «Оппортьюніті» і «К'юріосіті», спускного апарата «Філи», а також місяцехода «Вікрам». Для реєстрації спектру рентгенівського випромінювання і сигналів, одержуваних детекторами випромінювання частинок (альфа-частинок і протонів), використовувався електронний модуль з розмірами 80 × 70 × 60 мм.

## APXS марсоходів MER і MSL
APXS марсохода «Соджорнер», який використовувався під час місії Mars Pathfinder, згодом вдосконалили. APXS поліпшеної версії встановлювався на борту марсоходів місії Mars Exploration Rover — «Спіріт» (MER-A) і «Оппортьюніті» (MER-B), які здійснили посадку на червону планету в січні 2004 року.
На детекторній головці APXS марсоходів MER, яка закріплювалася на їхніх маніпуляторах, розміщувалось шість випромінювачів із кюрію-244. Випромінювачі покривалися шаром алюмінію товщиною 3 мкм, що зменшувало енергію випромінюваних α-частинок від 5,8 до 5,2 Мев. У коліматорі створювався паралельний пучок діаметром 38 мм. Шість детекторів розсіяних альфа-частинок розміщувалися навколо джерел випромінювання. У центрі APXS містився кремнієвий рентгенівський детектор. Час реєстрації одного спектру становив не менше 10 годин.
Марсохід нового покоління Mars Science Laboratory отримав оновлену версію APXS. Зміни в порівнянні з APXS марсоходів MER включали подвоєння кількості кюрію-244 (700 мкг радіоактивного ізотопу з активністю 600 мКі) і впровадження елемента Пельтьє для охолодження рентгенівського детектора, що дозволило працювати під час марсіанського дня. Для калібрування APXS на марсоході встановлюється базальтова мішень. Головка датчика може контактувати з досліджуваною поверхнею або нависнути над нею на заданій відстані (зазвичай менше 2 см).
APXS марсохода MSL має в кілька разів більшу чутливість, ніж APXS марсоходів MER — приблизно в три рази краще в разі елементів з малими атомними номерами і приблизно в шість разів краще для елементів з вищими атомними номерами. Аналіз малих концентрацій, наприклад, 100 частинок на мільйон для нікелю і близько 20 частинок на мільйон для брому, займає близько 3 годин. Аналіз елементів, присутніх у кількостях близько 0,5 % (наприклад, натрій, магній, алюміній, кремній, кальцій, залізо, сірка), триває 10 хв (або швидше).
Під час аналізу можна зареєструвати до 13 спектрів, поданих у вигляді потоку послідовних сигналів від датчиків. Зібрані дані відповідно до внутрішнього програмного забезпечення діляться на рівні проміжки часу для подальшої обробки.
|                                                              |                                                                    |                                                              |
| Альфа-протон рентгенівський спектрометр марсохода Соджорнер. | Спектрометр APXS марсоходів місії Mars Exploration Rover зблизька. | Спектрометр APXS марсохода Mars Science Laboratory на Марсі. |